# Сашанська левада
Сашанська левада — ландшафтний заказник місцевого значення. Оголошений відповідно до Рішення 25 сесії Вінницької обласної ради 5 скликання від 29.07.2009 р.
Охороняється ділянка водно-болотних угідь в долині річки Удич, де зростає вологолюбна рослинність: очерет, осока, рогіз та гніздяться водно-болотніптахи (крижень, курочка водяна, чирянка мала) та мальовничого ландшафту цінних лісових насаджень природного походження — вільхи, сосни, клена, берези, ясеня.
За геоботанічним районуванням України (1968) територія належить до Хмільницько-Погребищенського району геоботанічного округу дубово-грабових та дубових лісів Південної гіідпровінції Правобережної провінції Європейської широколистяної області.
Для цієї місцевості характерні хвилясті лесові рівнини з фрагментами дубово-грабових лісів на опідзолеяих, реградованих та типових вилугованих і карбонатних чорноземних ґрунтах, з геоморфологічної точки зору вона являє собою Південпобузьку лесову розчленовану рівнину.
В геологічному відношенні заказник приурочений до фундаменту Українського кристалічного щита, що складається з ранньопротерозойських  гранітів та гнейсів. Осадкові відклади, що перекривають кристалічний фундамент приурочені до неогенової системи і складені сіро-зеленими місцями жовтими глинами.
Клімат території помірно континентальний. Для нього є характерним тривале нежарке літо, і порівняно недовга, м'яка зима. Середня температура січня становить — 6° С, а липня - +19°С. Річна кількість опадів від 575 і менше мм.
В заказнику на плато та схилах переважає асоціація грабово-дубових лісів зі значною участю ясена та клена, у трав'яному покриві домінує зірочник жорстколистний та ланцетолистий. Лісові утрупування трансформовані і не мають високого флористичного різноманіття.
На крутих схилах сформувалися дубові ліси асоціацій татарськокленовозірочникових з порушеним травостоєм, де зростають субсередземноморські види: купина широколиста, шоломник високий тощо. На схилах північної експозиції зростають папороті - щитник чоловічий, пухирник ламкий, аспленій колосоподібний та інші.